# Социјални конструктивизам
Социјални конструктивизам је теоријска оријентација која је темељ свих новијих приступа који дају критичке алтернативе у области социологије, психологије и друтих друштвених и хуманистичких наука (као што су критичка психологија, постструктурализам, анализа дискурса итд). Постоји више претпоставки у које “морате поверовати да бисте били социјални конструктивист”:
1. Знање није поуздано – социјални конструктивизам тражи да критички посматрамо тврдњу да је наше разумевање света поуздано (као што тврде позитивисти и емпиристи). Он каже да морамо бити сумњичави према својој представи у свету, што значи да категорије помоћу којих схватамо свет не морају нужно подразумевати стварне поделе. Рецимо, то што ми делимо музику на класичну и поп, не значи да у самој природи музике постоји нешто што одређује да она треба да буде тако подељена. Социјални конструктивизам доводи у питање чак и категорију мушкарци-жене, и каже да бисмо исто тако оправдано и јасно могли људе да поделимо на високе и ниске, рецимо.
2. Схватање света је историјски и културно специфично – сви начини разумевања света су историјски и културно релативни. Не само што су специфични за одређене културе и историјска раздобља, него су и производ одређене културе и историјског периода. Свака култура поседује посебне облике знања и зато нема разлога да верујемо да су наши начини разумевања нужно бољи од других.
3. Друштвени процеси су основ знања – оно што ми сматрамо истином, то јест тренутно прихваћен начин схватања света, није производ објективног посматрања света, већ социјалних процеса и интеракција у којима су људи ангажовани.
4. Знање и друштвено деловање су нераздвојно повезани – рецимо, пре настанка покрета за борбу против алкохолизма, мислило се да су пијанци потпуно одговорни за своје понашање и бивали су хапшени. Данас се сматра да они робују алкохолу и да нису скроз одговорни за своје поступке, па их друштво лечи психолошким методама, не затвара их.

## Разлика између социјалног конструктивизма и традиционалне психологије
Према овим моделима, разлика између социјалног конструктивизма и традиционалне психологије је:
- Антиесенцијализам – социјални конструктивисти не сматрају да друштво утиче на психологију појединца више од биолошких фактора. За њих су оба фактора есенцијалистичка и као таква могу се назвати социјалноконструктивистичким становиштима.
- Антиреализам – с.к. одбацује мишљење по ком је наше знање непосредно опажање стварности. Ми конструишемо своје верзије стварности међу собом. Због тога је појам -истина- непоуздан и не постоје објективне чињенице.
- Историјска и културна специфичност знања – психолошке теорије су временски и културно ограничене. Зато се ни психологија ни социјална психологија не могу бавити “правом” природом људи и друштвеног живота, већ само историјским проучавањем одређених облика политичког и друштвеног живота, као и друштвеном праксом која их ствара.
- Језик као предуслов мишљења – језик којим се људи користе условљава начин њиховог мишљења, категорије и појмове помоћу којих ствари добијају значење
- Језик као облик друштвеног делања – кад људи разговарају међу собом, они конструишу свет, па је зато коришћење језика један облик делања, а језик добија перформативну улогу, за разлику од пређашње улоге пасивног преносиоца мисли.
- Фокусирање на интеракцију и друштвену праксу – социјални конструктивизам одбацује и гледиште психологије, по којем су за друштвене појаве одговорни ставови, мотивација и друге псих.категорије неке особе, али одбацује и социолошко становиште по којем социјалне структуре (економија, брак, породица) представљају извор социјалних феномена. Социјални конструктивизам у фокус ставља друштвену праксу и интеракције између људи.
- Фокусирање на процесе – циљ социјалног истраживања се са структура пребацује на начине на које људи у интеракцији долазе до феномена. Знање, дакле, није нешто што неко има или нема, већ нешто што људи заједно производе.

## Порекло социјалног конструктивизма
Са социолошке стране, на настанак ове теорије утиче симболички интеракционизам (ту ми као људи конструишемо своје и туђе идентитете кроз сусрете и интеракције с другима), етнометодологија, и највише – књига Бергера и Лукмана “Социјална конструкција стварности”, у којој пише да људска бића заједно стварају и одржавају друштвене феномене, кроз друштвену праксу. Људи то раде кроз процесе екстернализације, објективације и интернализације. Рецимо, ако људи имају идеју да се сунце окреће око земље, они је екстернализују тако што је ставе “у промет” и напишу књигу о томе. Када та књига уђе у домен друштвеног, она живи властитим животом а идеја коју изражава постаје објект, што је део процеса објективације. Следећи нараштаји је интернализују као део своје свести, читајући је.
У психологији, социјални конструктивизам се везује за Гергена, који је писао о томе да је целокупно знање културно и историјски специфично. Он је писао и о кризи социјалне психологије (која је као дисциплина настала из покушаја психолога да владама САД и Британије, за време Другог светског рата, дају знање које би ови користили за пропаганду).
Културна и интелектуална позадина, наспрам које се обликовао социјални конструктивизам, јесте постмодернизам. Тежиште постмодернизма није у друштвеним наукама, већ у уметности. [Он одбацује модернизам, који се ослања на просветитељство (18. век). Просветитељство је трагало за истином и разумевало природу уз помоћ разума и рационалности, што с косило са црквеним ставовима. Модернизам у уметности преузима своје трагање за истином, кроз правила и пропорције ум. дела. У социологији, Маркс трага за правилима и структуром и економске структуре поставља као основе друштвених појава.]
Постмодернизам одбацује идеју да постоји коначна истина, као и постојање структурализма, па тако поп-арт уметност (Ворхол, рецимо) полаже право на исту вредност као и, пропорцијски и математички савршена, Леонардова дела. Постмодернизам тврди да ми живимо у свету који се више не може разумети позивањем само на један систем знања (рецимо, религију).

## Главне теме социјалног конструктивизма
Циљ је да се одбаци традиционално психолошко учење о есенцијализму, што отвара пут алтернативном, социјалноконструкционистичком објашњењу. У центар интересовање ставља се језик, уместо есенцијализма. Социјални конструкционисти доводе у питању дискурсе који имају етикете “истине”.